# 2022 en Palestine
Chronologie de la Palestine
- 2018
- 2019
- 2020
- 2021
- 2022
- 2023
- 2024
- 2025
- 2026

Cette page concerne les évènements survenus en 2022 en Palestine :

## Évènements
- Blocus de la bande de Gaza, en cours depuis 2007.
- Pandémie de Covid-19 en Palestine (en)
- 6 janvier : Un accident de bus en Cisjordanie fait huit morts[1].
- 8 février : Des officiers du Shin Bet tuent trois militants palestiniens des Brigades des martyrs d'Al-Aqsa en Cisjordanie après avoir ouvert le feu sur leur véhicule. Israël affirme que les hommes étaient armés et qu'ils étaient responsables d'une série de fusillades en voiture au cours des dernières semaines. Des manifestations ont lieu en Cisjordanie en réponse à ces meurtres[2].
- 1er mars : Expulsion de Palestiniens à Jérusalem-Est (en) : La Cour suprême israélienne décide que quatre familles palestiniennes du quartier de Sheikh Jarrah, à Jérusalem-Est, qui devaient être expulsées, peuvent rester dans leurs maisons pour le moment[3].
- 10 mars : La Knesset israélienne vote par 45 voix contre 15 l'interdiction pour les conjoints palestiniens d'Israéliens d'obtenir la citoyenneté s'ils viennent de Cisjordanie ou de la bande de Gaza, et bloque le regroupement familial des Israéliens et de leurs conjoints s'ils viennent de « pays ennemis » tels que le Liban, la Syrie et l'Iran. Ce décret remplace un décret d'urgence similaire qui était en vigueur de 2003 à 2021[4].
- 6 mars : Un Palestinien de 19 ans poignarde un policier israélien dans la vieille ville de Jérusalem. La police ouvre le feu sur l'agresseur et le tue. L'un des policiers est blessé par un tir ami[5].
- 15 avril : Tsahal prend d'assaut la mosquée al-Aqsa à Jérusalem-Est (1 mort, 160 blessés et 400 personnes arrêtées)[6].
- 5-7 août : Bombardement de la bande de Gaza par Israël (Opération Aube naissante). Bilan : au moins 44 morts, dont 19 enfants[7].
- 23 mars : La police aux frontières israélienne arrête 17 Palestiniens qu'elle soupçonne d'avoir participé aux émeutes du mois précédent[8].
- 31 mars : 
  - Deux personnes sont tuées et 14 autres blessées lors d'un raid des forces de défense israéliennes dans la ville de Jénine en Cisjordanie afin de capturer un suspect lié à la fusillade de mardi à Bnei Brak[9].
  - Un militant palestinien utilise un tournevis pour poignarder et blesser grièvement un israélien dans un bus de la colonie Neve Daniel (en) en Cisjordanie occupée, avant d'être abattu par un autre passager[10].
  - Des jets de pierres provoquent la collision d'un bus avec une voiture à Halhul, en Cisjordanie, blessant deux personnes[11].
- 1er avril : Un Palestinien est abattu par les forces de sécurité israéliennes à Hébron[12].
- 2 avril : Trois membres du Jihad islamique palestinien sont tués et quatre soldats israéliens sont blessés lors d'une fusillade près de Jénine, en Cisjordanie[13].
- 9 avril : Fusillade de Tel Aviv : Des soldats israéliens font une descente dans le camp de réfugiés de Jénine où vivait l'auteur de la fusillade de Tel Aviv, survenue le 7 avril. Un membre du Jihad islamique palestinien est tué et 13 autres personnes sont blessées. En représailles au raid israélien, un groupe d'une centaine d'émeutiers palestiniens vandalise le tombeau de Joseph à Naplouse. La pierre tombale et d'autres objets sont endommagés[14].
- 10 avril :
  - Les forces de défense israéliennes effectuent un raid dans la ville de Jénine, en Cisjordanie. Deux frères du militant palestinien Raad Hazem, décédé, sont blessés[15].
  - Un agent de la police des frontières israélienne est blessé lors d'une attaque à l'arme blanche à l'entrée du tombeau des Patriarches à Hébron. L'agresseur est tué[16].
  - Une Palestinienne est tuée lors d'un affrontement avec les forces de défense israéliennes à Husan[17].
  - Un homme est tué après avoir jeté un cocktail Molotov sur les forces israéliennes à Al-Khader, dans le gouvernorat occupé de Bethléem[18].
- 11 avril : 
  - Deux Israéliens du groupe Breslover sont abattus à Naplouse après avoir tenté de franchir un poste de contrôle sans personnel pour aller prier sur le tombeau de Joseph. Des dégâts causés par le feu sont découverts dans plusieurs chambres du tombeau et sont attribués à des émeutiers palestiniens qui avaient jeté des pierres sur le tombeau deux jours auparavant[19].
  - Cinq personnes sont blessées lorsque leur voiture est caillassée à Jérusalem-Est[20].
  - Un militant palestinien est abattu après avoir lancé un engin incendiaire sur les forces de sécurité israéliennes en Cisjordanie[21].
- 12 avril : Un policier est poignardé et blessé par un militant palestinien à Ashkelon, dans le sud d'Israël. L'attaquant est abattu[22].
- 13 avril : L'armée israélienne effectue un raid sur la ville de Naplouse en Cisjordanie, tuant une personne et en blessant 31 autres[23].
- 15 avril : Plus de 150 Palestiniens et trois policiers israéliens sont blessés après que la police israélienne prend d'assaut la mosquée Al-Aqsa à Jérusalem-Est. Des centaines de Palestiniens de la bande de Gaza protestent contre l'assaut[24].
- 18 avril : Deux Palestiniens sont grièvement blessés par les forces de sécurité israéliennes en Cisjordanie. Tsahal affirme que les Palestiniens attaquaient les troupes israéliennes[25].
- 19 avril : 
  - Le dôme de Fer intercepte un missile du Hamas tiré sur le district sud d'Israël depuis la bande de Gaza[26].
  - Israël tire des missiles sur un dépôt d'armes du Hamas à Gaza en réponse à l'attaque du Hamas. Aucun blessé n'est signalé[27].
  - Au moins 40 Palestiniens sont blessés après que les FDI ont tiré des gaz lacrymogènes et des balles en caoutchouc sur des Palestiniens qui protestaient contre une marche organisée par des colons d'extrême droite près de l'ancienne colonie de Homesh (en)[28].
- 20 avril : Les forces de défense israéliennes lancent des frappes aériennes sur des cibles dans la bande de Gaza en représailles à une attaque à la roquette lancée depuis Gaza[29].

- 13 octobre : Accord de réconciliation palestinien de 2022 (en)
- 17 novembre : Incendie dans le camp de réfugiés de Jabalia (en) (bilan : 21 morts.
- 11 décembre : Élections municipales
- 18 décembre - Israël expulse vers la France l'avocat et activiste franco-palestinien Salah Hamouri.

## Sports
- 9-18 août : Participation de la Palestine aux Jeux de la solidarité islamique de 2021 (en) (au Kenya).

## Sortie de film
- Fièvre méditerranéenne

## Créations
- Unités combattantes de la résistance palestinienne :
  - La Fosse aux lions,
  - Brigade de Naplouse,
  - Brigade de Tubas (en),
  - Brigade de Tulkarem.
- Musée de Rafah (détruit par Tsahal en 2023)

## Décès
- 12 janvier : Mort d'Omar Assad (en), un palestino-américain de 78 ans arrêté par Tsahal, menotté, bâillonné et contraint de rester allongé sur le ventre pendant 20 minutes à une heure, avant de mourir d'un arrêt cardiaque provoqué par le stress[30],[31].
- 11 mai :  Shireen Abu Akleh, journaliste palestino-américaine, tuée d'une balle dans la tête par un tir de Tsahal[32],[33],[34].